# Hessejeva matrika
Hessejeva matrika (oznaka {\displaystyle H\!\,}) (tudi hesian) je kvadratna matrika, ki jo sestavljajo drugi parcialni odvodi neke funkcije. 
Imenuje se po nemškem matematiku Ludwigu Ottu Hesseju (1811–1874), ki jo je raziskoval v 19. stoletju. Pozneje so jo poimenovali po njem. 

## Definicija
Za realno funkcijo
{\displaystyle f(x_{1},x_{2},\dots ,x_{n})\,}
za katero obstajajo parcialni odvodi je Hessejeva matrika enaka
{\displaystyle H(f)_{ij}(x)=D_{i}D_{j}f(x)\,}
kjer je 
- {\displaystyle x=(x_{1},x_{2},\dots ,x_{n})\,}
- {\displaystyle D_{i}\,} operator odvajanja

Hessejeva matrika je tako 
{\displaystyle H(f)={\begin{bmatrix}{\frac {\partial ^{2}f}{\partial x_{1}^{2}}}&{\frac {\partial ^{2}f}{\partial x_{1}\,\partial x_{2}}}&\cdots &{\frac {\partial ^{2}f}{\partial x_{1}\,\partial x_{n}}}\\\\{\frac {\partial ^{2}f}{\partial x_{2}\,\partial x_{1}}}&{\frac {\partial ^{2}f}{\partial x_{2}^{2}}}&\cdots &{\frac {\partial ^{2}f}{\partial x_{2}\,\partial x_{n}}}\\\\\vdots &\vdots &\ddots &\vdots \\\\{\frac {\partial ^{2}f}{\partial x_{n}\,\partial x_{1}}}&{\frac {\partial ^{2}f}{\partial x_{n}\,\partial x_{2}}}&\cdots &{\frac {\partial ^{2}f}{\partial x_{n}^{2}}}\end{bmatrix}}\,}

## Značilnosti
Jacobijeva matrika gradienta funkcije {\displaystyle f\,} je enaka Hessejevi matriki, kar se lahko napiše kot:
{\displaystyle H(x)=J(\nabla f)\,}.
V Hessejevi matriki mešani odvodi funkcije {\displaystyle f\!\,} ležijo zunaj glavne diagonale. Ker pa zaporedje odvajanja ni pomembno, se lahko zapiše tudi:
{\displaystyle {\frac {\partial }{\partial x}}\left({\frac {\partial f}{\partial y}}\right)={\frac {\partial }{\partial y}}\left({\frac {\partial f}{\partial x}}\right).}
oziroma:
{\displaystyle f_{yx}=f_{xy}.\,}.
To pomeni, da je v primerih, ko je {\displaystyle f\,} zvezna v okolici točke {\displaystyle D\,} Hessejeva matrika simetrična.
Če je gradient funkcije {\displaystyle f\,} v neki točki {\displaystyle x\,} enak 0, potem tej točki pravimo kritična ali stacionarna točka. Determinanta Hessejeve matrike se v tem primeru imenuje diskriminanta.

## Omejena Hessejeva matrika
Omejena Hessejeva matrika se uporablja v nekaterih optimizacijskih problemih.
Naj bo dana funkcija
{\displaystyle f(x_{1},x_{2},\dots ,x_{n}),},
dodamo ji omejitveno funkcijo
{\displaystyle g(x_{1},x_{2},\dots ,x_{n})=c,}.
V tem primeru se za Hessejevo matriko dobi
{\displaystyle H(f,g)={\begin{bmatrix}0&{\frac {\partial g}{\partial x_{1}}}&{\frac {\partial g}{\partial x_{2}}}&\cdots &{\frac {\partial g}{\partial x_{n}}}\\\\{\frac {\partial g}{\partial x_{1}}}&{\frac {\partial ^{2}f}{\partial x_{1}^{2}}}&{\frac {\partial ^{2}f}{\partial x_{1}\,\partial x_{2}}}&\cdots &{\frac {\partial ^{2}f}{\partial x_{1}\,\partial x_{n}}}\\\\{\frac {\partial g}{\partial x_{2}}}&{\frac {\partial ^{2}f}{\partial x_{2}\,\partial x_{1}}}&{\frac {\partial ^{2}f}{\partial x_{2}^{2}}}&\cdots &{\frac {\partial ^{2}f}{\partial x_{2}\,\partial x_{n}}}\\\\\vdots &\vdots &\vdots &\ddots &\vdots \\\\{\frac {\partial g}{\partial x_{n}}}&{\frac {\partial ^{2}f}{\partial x_{n}\,\partial x_{1}}}&{\frac {\partial ^{2}f}{\partial x_{n}\,\partial x_{2}}}&\cdots &{\frac {\partial ^{2}f}{\partial x_{n}^{2}}}\end{bmatrix}}}.